# Pseudoreduvius
Pseudoreduvius is een geslacht van wantsen uit de familie van de Reduviidae (Roofwantsen). Het geslacht werd voor het eerst wetenschappelijk beschreven door André Villiers in 1948.

## Soorten
Het genus bevat de volgende soorten:

- Pseudoreduvius armipes (Reuter, 1893)
- Pseudoreduvius asper (Linnavuori, 1986)